# Myckilt
Myckilt (även Myckhult, Myckelt) [møːkəlt, mʏkəlt] är en by i Askome socken,  Falkenbergs kommun. Byns ägor är belägna i socknens rikt beskogade och höglänta nordöstligaste delar och är sedan många år helt avfolkad. Idag (2012) är samtliga fastigheter inom byn avregistrerade och ingår tillsammans med delar av grannbyn Fylleklev inom ägovidden för Bökås by, vilken utgör ett sammanhängande skogsområde inom de södra delarna av vad som lokalt benämnes ”Kila kronopark”.

## Historia
Byn bestod under den danska tiden (före 1645) av två huvudgårdar vilka finns belagda i flera danska källor under första hälften av 1600-talet.
I de första svenska källorna räknas Myckilt som ett helt hemman och har senast 1690 delats upp i tre gårdar. Någon gång mellan 1690 och 1729 förmedlades gårdarna ner till 1/2 mantal.

## Bebyggelsenamn
De ursprungliga gårdarna tycks inte ha haft några personliga namn, dock har några av torpen och stugorna haft namn:
- Ekön (1841- cirka 1880). Ett torp.
- Skattorpet. Ett torp söder om Abborrasjön.
- Stora Haga / Storehage / Storehave (1862-). Ett torp, friköpt som gård under 1900-talet med beteckningen Myckilt 1:5. Bebodd fram till 1950-talet, men numera försvunnen.

## Övrigt
Invånarna i Myckilt och dess grannbyar blev år 1662 indragna i rättegångar, anklagade för att ha gömt och skyddat så kallade snapphanar. 

### Fotnoter
1. ↑  Grannbyarna Yered och Rya ligger i Krogsereds socken, Grimshult ligger i Vessige socken och de övriga i Askome socken
2. ↑  Det mest höglänta skogsområdet strax NNV om Lommasjön kallas ”Skogliden” i beskrivningen till Laga skiftet
3. ↑  Av vattenarealen utgörs 14,5 ha del av den på sockengränsen mot Vessige belägna Skärsjön. 0,6 ha del av den på sockengränsen mot Krogsered belägna Lommasjön och 3,6 är arealen på den helt inom byns egna ägovidd belägna Abborrasjön
4. ↑  År1 900varfolkmängdeniMyckilt15personerenligtutdragfrånförsamlingsbokendettaår
5. ↑  Källa folkmängd: Mantalslängd 1991, Hallands län
6. ↑  Byn kallas i gamla källskrifter nästan alltid ”Myckhult” men har tidigare haft ”Myckilt” som officiell fastighetsbeteckning i jordeboken. Talspråksformen ”Myckelt” har börjat återfinnas på nutida kartor sedan alla fastigheter avregistrerats
7. ↑  Ur: Ekstraskattemandtaller 1620; ”Giöder Andersen i Möglillt, Annders Arffuidtsen ibm”, vidare ur : Ekstraskattemandtaller 1635; ”Festebönder . . . Olluff Andersen i Möglilt . . . Indester . . . Mads Nannesen i Möglilt” och ur Ekstraskattemandtaller 1644; ”Festebönder . . . Olluff Andersen i Mörsilt . . . Indester . . . Mads Nannesenn i Mosshilt. . .” samt även ur: ’’Jordebook öffuer Askemo Sn’’ (1645);”. . . Möckelädt Mårten Bengtson 1 mtl. . .”
8. ↑  Jordeboken 1646 upptar; kronohemman 1 mtl. Utdrag från jordeboken 1647; ”Cronehem. Mårten Bängtsson i Möckstorp”
9. ↑  Ingemar Rosengren, sid. 49ff
10. ↑  Ur Hallands Landsbeskrifning 1729; ”Myckillt, ½ mtl Crono, Anders Torstenson 1/6, Mårten Bengtson 1/6 och Peer Nillsson 1/6 . . . A T någorlunda behållen stadt af Cronan in Anno 1727 för 6Dlr. M B fattig taget hemmull Zedell 1718. P N någorlunda behållen stadt af Cronan 1727 för 4 Dlr Smt . . .
11. ↑  För mer läsning om snapphanerättegångarna år 1662, se avsnitt i artikeln om Bökås